# アガペー (モデルエージェンシー)
アガペー（AGAPE）は東京都渋谷区にあるモデルエージェンシー。

## 会社概要
- 名称：株式会社アガペー
- 所在地：東京都渋谷区
- 資本金：2,000万円

## 主な所属モデル
- 悠美
- 園原ゆかり
- 高木りな
- 井上奈美
- 崎野亜紀子
- 吉田友一
- 高橋さくら
- 硯まい
- 細野恵梨子
- 片山雅子
- Cice Li
- 西岡由加里
- 松宮由奈
- 村田亜矢子
- 米澤可奈子
- 横川ミナ
- 斉藤未知（業務提携）